# Collix puncticulata
Collix puncticulata är en fjärilsart som beskrevs av Louis Beethoven Prout 1941. Collix puncticulata ingår i släktet Collix och familjen mätare. Inga underarter finns listade i Catalogue of Life.